# Avenida Mário Ypiranga Monteiro
A Avenida Mário Ypiranga Monteiro, mais conhecida pelo seu antigo nome, Avenida Recife, é uma importante via da cidade de Manaus, capital do estado do Amazonas. É famosa por cortar regiões extremamente valorizadas da cidade, como os bairros de Adrianópolis e Nossa Senhora das Graças.
É uma das maiores vias de ligação dos bairros da zona Centro-Sul de Manaus aos bairros da Zona Sul. Na via está situada a Assembleia Legislativa do Estado do Amazonas, a sede do Detran-AM, o Manauara Shopping, além de concentrar edifícios modernos, pontos comerciais e o Hospital 28 de Agosto, tornando a avenida um importante centro financeiro da capital amazonense.
Seu nome é em homenagem ao advogado, escritor, historiador e professor Mário Ypiranga Monteiro, notável cidadão amazonense e reconhecido por suas obras.